# Новая Чеботарка
Но́вая Чебота́рка (укр. Нова Чеботарка, крымскотат. Yañı Çebotarka, Янъы Чеботарка) — исчезнувшее село в Сакском районе Республики Крым, объединённое с Червонным. Располагалось на автотрассе 35К-004 Симферополь — Евпатория, в 1 км юго-восточнее современного села Червонное.

## История
Впервые в доступных источниках поселение, как деревня Ново-Чеботары Сакской волости Евпаторийского уезда, встречается в Статистическом справочнике Таврической губернии. Ч.II-я. Статистический очерк, выпуск пятый Евпаторийский уезд, 1915 год, согласно которому в деревне Ново-Чеботары Сакской волости Евпаторийского уезда числилось 6 дворов (все дворы безземельные) с русскими жителями в количестве 10 человек приписного населения и 31 — «постороннего», из которых 25 мужчин и 16 женщин. Жители землёй не владели, но за селением числилось 520 десятин земли. В хозяйствах имелись 31 лошадь, 10 волов, 16 коров и 15 голов мелкого скота.
После установления в Крыму Советской власти, по постановлению Крымревкома от 8 января 1921 года № 206 «Об изменении административных границ» была упразднена волостная система и село вошло в состав Евпаторийского района Евпаторийского уезда, а в 1922 году уезды получили название округов. 11 октября 1923 года, согласно постановлению ВЦИК, в административное деление Крымской АССР были внесены изменения, в результате которых округа были отменены и произошло укрупнение районов — территорию округа включили в Евпаторийский район. Согласно Списку населённых пунктов Крымской АССР по Всесоюзной переписи 17 декабря 1926 года, в селе Чеботары Новые (или Чеботарка), Ново-Дмитриевского сельсовета Евпаторийского района, числилось 17 дворов, все крестьянские, население составляло 78 человек, из них 71 русский, 2 украинцев и 5 эстонцев. На рубеже 1930-х годов в селе был организован еврейский «Чеботарский сельскохозяйственный техникум». Постановлением Президиума КрымЦИКа «Об образовании новой административной территориальной сети Крымской АССР» от 26 января 1935 года был создан Сакский район и село включили в его состав.
В 1944 году, после освобождения Крыма от фашистов, 12 августа 1944 года было принято постановление № ГОКО-6372с «О переселении колхозников в районы Крыма», по которому в район из Курской и Тамбовской областей РСФСР в район переселялись 8100 колхозников, а в начале 1950-х годов последовала вторая волна переселенцев из различных областей Украины. С 25 июня 1946 года Чеботарка в составе Крымской области РСФСР, а 26 апреля 1954 года Крымская область была передана из состава РСФСР в состав УССР. К 1960 году Новая Чеботарка была присоединена к селу Червонное, поскольку на эту дату селение в списках уже не значилось (согласно справочнику «Крымская область. Административно-территориальное деление на 1 января 1968 года» — в период с 1954 по 1968 год) — фактически, ввиду расположения более чем в километре в стороне, снесено с переселением жителей.